# I'll Be There (The Jackson 5)
«I'll Be There» (з англ. «Я Буду Поруч») — пісня американської групи The Jackson 5 з другого альбому (ABC). Написана Беррі Гордом, Бобом Вестом, Віллі Хатчом, Халом Девісом. Написана у стилі: (ритм-н-блюз).

## Випуск пісні
Випуск пісні відбувся 28 Серпня 1970 року і була випущена лейблом Motown Records. Ця пісня була Medley (з англ. «Змішана») з іншими піснями такими як: I Want You Back (з англ. «Я Хочу Тебе Повернути»), The Love You Save (з англ. «Збережи Любов»). Які The Jackson 5, потім The Jacksons, Michael Jackson виконували на своїх концертах.

## Гімн усього світу
Мирон-Мар'ян називає цю пісню гімном усього світу, тому що вона закликає до розуміння, любові, щоб не трапилося кожен має допомогти тому, хто потребує цієї допомоги. Тому що ми всі одна сім'я людина і природа, не залежно звідки ти походиш і який у тебе колір шкіри.